# タマティ・エリソン
タマティ・エリソン（Tamati Ellison、1983年4月1日 - ）は、ニュージーランドのラグビー指導者。現在ナショナル・プロヴィンシャル・チャンピオンシップ、ウェリントン・ライオンズのヘッドコーチを務めている。

## プロフィール
- ニュージーランドウェリントン出身。
- ポジションはセンター(CTB)。
- 身長 183cm、体重 97kg
- ニックネームはTam。
- ニュージーランド代表に選ばれたことがある[1]。
- 弟のレオンもラグビー選手[2]。

## 略歴
マナ高校、ヴィクトリア大学、ブルーズ、ハリケーンズを経て、2010年、リコーブラックラムズに加入。同年9月4日に行われたジャパンラグビートップリーグ第1節の近鉄ライナーズ戦に先発出場で日本での公式戦初出場を果たす。
2012年、リコーブラックラムズ退団後、ハイランダーズを経て、2013年、リコーブラックラムズに復帰。
2018年、栗田工業ウォーターガッシュに加入。
2020年、栗田工業ウォーターガッシュを退団した。
2023年、ウェリントン・ライオンズのヘッドコーチに加入。